# Afronisia muiri
Afronisia muiri är en insektsart som först beskrevs av Metcalf 1945.  Afronisia muiri ingår i släktet Afronisia och familjen Meenoplidae. Inga underarter finns listade i Catalogue of Life.